# Tàu điện ngầm Tyne và Wear
Tàu điện ngầm Tyne và Wear, được gọi đơn giản là Metro, là hệ thống vận chuyển nhanh và đường sắt nhẹ ở Đông Bắc nước Anh, phục vụ Newcastle trên Tyne, Gateshead, South Tyneside, North Tyneside và Sunderland ở Tyne và Mặc khu vực. Nó đã được mô tả là hệ thống đường sắt nhẹ hiện đại đầu tiên ở Vương quốc Anh. 
Mạng đường sắt ban đầu được mở giữa năm 1980 và 1984, sử dụng các tuyến đường sắt cũ được chuyển đổi, được liên kết với cơ sở hạ tầng đường hầm mới. Tiện ích mở rộng cho mạng ban đầu được mở vào năm 1991 và 2002. Trong năm 2016/17, gần 38 triệu lượt hành khách đã sử dụng hệ thống đường ray trải dài 77,5 km (48,2 mi) và có hai tuyến với tổng số 60 ga, chín trong số đó là dưới lòng đất. Đây là hệ thống lớn thứ hai trong số bốn hệ thống tàu điện ngầm ở Vương quốc Anh, sau Tàu điện ngầm London; những hệ thống khác gồm Đường sắt nhẹ Docklands và Tàu điện ngầm Glasgow.
Hệ thống được sở hữu và vận hành bởi cơ quan vận tải địa phương Nexus. Từ năm 2010 đến 2017, nó được vận hành theo hợp đồng bởi DB Regio Tyne & Wear Limited, một công ty con của Untila UK Trains. Vào ngày 1 tháng 4 năm 2017, hợp đồng này đã kết thúc và Nexus tiếp quản hoạt động trực tiếp của hệ thống trong thời gian dự kiến là hai năm.